# Maison de Đorđe Jovanović
La maison de Đorđe Jovanović (en serbe cyrillique : Кућа Ђорђа Јовановића ; en serbe latin : Kuća Đorđa Jovanovića) est située à Belgrade, la capitale de la Serbie, dans la municipalité urbaine de Vračar. Construite en 1926, elle est inscrite sur la liste des biens culturels de la Ville de Belgrade.
En étudiant à Belgrade, Vienne, Munich et Paris, le sculpteur Đorđe Jovanović, ensemble avec Petar Ubavkić, est devenu l'un du sculpteur serbe le plus important au passage du XIXe au XXe siècle. Comme l'un des fondateurs de l'École d'art, dont il a été créé plus tard l’Académie d’art, Jovanović était très dévoué au travail pédagogique. La partie la plus importante de son travail créatif représente des monuments publics et des portraits, parmi lesquels le monument aux héros du Kosovo à Kruševac, du prince Miloš à Požarevac, Josif Pančić, Kosta Taušanović, Vuk Karadžić et le Duc Vuk à Belgrade, de même qu’une série au Nouveau cimetière de Belgrade occupent une place spéciale.

## Architecture
La maison, située 6 rue Skerlićeva, appartenait au sculpteur Đorđe Jovanović. Elle a été construite en 1926 par l'architecte Dragutin Šiđanski et l'ingénieur Stojan Veljković. Elle a été conçue comme une villa séparée, entourée d'un jardin. La façade principale est décorée de statues allégoriques représentant la peinture et la sculpture, placées dans des niches demi-circulaires.. Elles sont placées dans un endroit visible de la façade principale, et ces figures symbolisent la maison de l'artiste.
Dans la maison où il a vécu, il y avait aussi son atelier des dimensions 6 m x 6 m, dans lequel un mur a été fait de verre en raison de la lumière nécessaire pour le travail créatif. Le fait qui prouve qu’il y vivait un sculpteur, est que les niches étaient spécialement conçues sur la façade d’avant pour accueillir des figures, l’une féminine qui symbolise la peinture et les autres masculines qui symbolisent la sculpture. L’espace résidentiel principal se trouvait au rez-de-chaussée et comprenait quatre chambres avec la salle de bains et un espace pour l’escalier. Justement l’atelier artistique occupait la position dominante dans lequel, pendant sa vie, il se trouvait un grand nombre d’œuvres, de modèles, de plaquettes et d’études.